# Cecilia Cacheda González
Cecilia Cacheda González (Lalín, 15 de febrero de 1995) es una jugadora de balonmano española que juega de central en Atlético Guardés y la Selección Española de Balonmano.

## Trayectoria
Empezó a jugar al balonmano en Lalín, pero, al no tener conjunto cadete, tuvo que mudarse a Porriño, a dónde llegó con 14 años al Balonmano Porriño. Se desarrolló en la siempre prolífica cantera gallega y, con el conjunto louriñés, jugó 8 temporadas en la máxima división española.
En 2019 fichó por el Liberbank Gijón para hacer pareja en el central con Marizza Faria. Jugó en Europa en la temporada 2023-24, en la EHF European Cup, temporada en la que consiguió 11 goles (en la guía oficial de la competición nacional le anotan 7 partidos y 16 tantos), llegando hasta los cuartos de final, eliminatoria ante el Atticgo Balonmano Elche en el que quedó eliminado. 
En el conjunto gijonés encadenó una serie de lesiones que lastraron su rendimiento, sobre todo la triada de la 2020-21. En su última temporada la lalinesa anotó, durante la temporada regular, 61 goles en 22 partidos, en una campaña en la que tuvo continuidad tras varios problemas físicos.
En 2023 volvió a Galicia, a jugar en el Atlético Guardés,en una temporada que empezó a las órdenes de Cristina Cabeza, entrenadora que tuvo en su época en Gijón. Al conjunto miñoto llegó junto a su compañera en el conjunto gijonés María Palomo, la pivote madrileña, y la guardameta Estela Carrera. La primera temporada terminó con una 5.ª posición, renovando para la siguiente, la 2024-25.

### Clubes
- 2011–19: Balonmano Porriño
- 2019–23: Liberbank Gijón
- 2023–: Atlético Guardés

#### Datos(a fecha de junio de 2024):[13]
|          | Liga | Copa | EHF |
| -------- | ---- | ---- | --- |
| Partidos | 276  | 24   | 7   |
| Goles    | 897  | 98   | 16  |

### Selección
La jugadora internacional gallega, con experiencia en la española 'B' y las 'Guerreras Universitarias', debutó en un partido amistoso ante Polonia el 24 de marzo de 2018. En total ha competido con las Guerreras en 2 encuentros, anotando 3 goles y fue llamada para las concentraciones de preparación del Campeonato del Mundojunto a Estela Doiro.

## Vida personal
Es hermana del exjugador de balonmano Pablo Cacheday tiene varias manías: jugar siempre con la misma ropa y calentar siempre en el mismo sitio. Es admiradora de Oftedal, Macarena Aguilar, Anita Görbicz…

### En internet
- X @cacheda11
- Facebook @cecilia.cacheda
- instagram @cacheda11

- Datos: Q126776196